# Baie de Quiberon
Baie de Quiberon este o arie protejată (arie de protecție specială avifaunistică — SPA) din Franța întinsă pe o suprafață de 912 ha, din care 98 % marine.

## Localizare
Centrul sitului Baie de Quiberon este situat la coordonatele 47°32′00″N 3°09′00″W / 47.53333°N 3.15°V.

## Înființare
Situl Baie de Quiberon a fost declarat arie de protecție specială avifaunistică în baza directivei 79/409 din 1979 referitoare la conservarea păsărilor sălbatice pentru a proteja 65 de specii de animale.

## Biodiversitate
Situată în ecoregiunea atlantică, aria protejată nu include niciun habitat protejat.
La baza desemnării sitului se află mai multe specii protejate de  păsări (65): fluierar de munte (Actitis hypoleucos), alca (Alca torda), pescăruș albastru (Alcedo atthis), rață sulițar (Anas acuta), rață lingurar (Anas clypeata), rață pitică (Anas crecca), rață fluierătoare (Anas penelope), rață mare (Anas platyrhynchos), rață pestriță (Anas strepera), gâscă cenușie (Anser anser), stârc cenușiu (Ardea cinerea), pietruș (Arenaria interpres), rața moțată (Aythya fuligula), Branta bernicla, Branta leucopsis, Bucephala clangula, Calidris alba, fugaci de țărm (Calidris alpina), Calidris canutus, Calidris maritima, fugaci mic (Calidris minuta), prundăraș de sărătură (Charadrius alexandrinus), prundaș gulerat mare (Charadrius hiaticula), Clangula hyemalis, lebădă de vară (Cygnus olor), egretă mică (Egretta garzetta), șoim călător (Falco peregrinus), lișiță (Fulica atra), becațină comună (Gallinago gallinago), cufundar polar (Gavia arctica), cufundar mare (Gavia immer), cufundar mic (Gavia stellata), scoicar (Haematopus ostralegus), Larus argentatus, pescăruș sur (Larus canus), pescăruș negricios (Larus fuscus), Larus marinus, pescăruș-cu-cap-negru (Larus melanocephalus), pescăruș mic (Larus minutus), sitar de mal nordic (Limosa lapponica), rață catifelată (Melanitta fusca), rață neagră (Melanitta nigra), Mergus serrator, sula bassana (Morus bassanus), culic mare (Numenius arquata), Phalacrocorax aristotelis, cormoran mare (Phalacrocorax carbo), Phalacrocorax carbo sinensis, notatiță cu cioc lat (Phalaropus fulicarius), lopătar (Platalea leucorodia), ploier auriu (Pluvialis apricaria), ploier argintiu (Pluvialis squatarola), corcodel-urechiat (Podiceps auritus), corcodel mare (Podiceps cristatus), corcodel-cu-gât-negru (Podiceps nigricollis), Puffinus puffinus, eider (Somateria mollissima), lup de mare mic (Stercorarius parasiticus), Stercorarius pomarinus, chiră de mare (Sterna sandvicensis), corcodel mic (Tachybaptus ruficollis), călifar alb (Tadorna tadorna), fluierar cu picioare verzi (Tringa nebularia), fluierarul cu picioare roșii (Tringa totanus), nagâț (Vanellus vanellus).